# Edward Garden
Edward James Clarke Garden, né en 1930 et mort le 23 septembre 2017, est un musicologue britannique. 

## Biographie
Edward Garden a enseigné et dirigé le département de musique de l'Université de Sheffield, de 1975 à 1993, et faisait partie du personnel musicologique au Clifton College entre 1954 et 1957. À partir de 1966, il donne des conférences à l'Université de Glasgow. En fin de carrière, il a été nommé professeur émérite à Sheffield,,.

## Publications
Edward Garden est un spécialiste de la musique russe romantique et moderne :
- (en) Edward Garden, Balakirev : A Critical Study of his Life and Music, Londres, Faber and Faber, 1967, 352 p..
- (en) Tchaikovsky, Londres, Dent, 1973.